# 小泉訪朝における空白の10分間事件
小泉訪朝における空白の10分間事件（こいずみほうちょうにおけるくうはくのじっぷんかんじけん）とは、2004年5月22日に行われた2度目の日朝首脳会談において、小泉純一郎と金正日の間で10分間にわたって2人きりで話し合いが行われたとされる事件。事実は未確認であり、情報伝達上の「事件」である。日刊ゲンダイが報道し、一部保守派の反応によって広まったが、実際にはそのような事実は確認されていないことが判明している。

## 概要
2004年6月18日付け日刊ゲンダイが「訪朝のときの会談で薮中局長などの随行員を排除して、小泉と金正日だけの密談の時間が10分間ほどあった」として、「小泉総理は金総書記から自らの疑惑で恫喝され、大量の経済支援や食糧援助などで譲歩した土下座外交である」と報道した。
ゲンダイの記事は、発売日である17日のテレビ朝日『ワイド!スクランブル』内の「夕刊キャッチアップ」に取り上げられたが、番組ではコメンテーターの川村晃司が「事実としては考えにくい」とコメントしている。

## 「事件」の流布
この「事件」が問題となるのは、『ワイド!スクランブル』での報道内容を元に中西輝政京都大学教授が、雑誌Voice（PHP研究所）の論説記事（「小泉首相の退陣を求める」平成16年8月号）でこの問題を事実であるとして取り上げ、小泉を批判したことに始まる。
中西の論説記事をきっかけに、「『空白の十分間事件』が事実である」ことを前提とした「テレビ朝日の報道以来、マスコミで黙殺されている」との主張がネット上で散見されるようになる。
こうした展開のなかで、西尾幹二が「空白の十分間事件」は誰もが知っている明白な事実のはずなのに一切マスコミで扱われていない問題であると誤解して、このことを官邸筋の陰謀であると断定して小泉政権を攻撃した。西尾は8月17日にこの「問題」について、この事実を解明するとして自らのHP「西尾幹二のインターネット日録」上に緊急公告を掲載した。以下はその要旨である。
- テレビで聞いて自分も知っている
- そのときのビデオを持っている
- 中西氏以外のなにかで別に読んだ記憶がある
- そのときの関連の活字を持っている
- その他　この「問題」を知っている人物に自身のブログへコメントを書き込むよう要請

西尾の呼びかけに対し、数多くの読者が認識の誤りを指摘するコメントを書き込んだり、ブロガーらが西尾の行為を情報操作であると批判したエントリーをトラックバックしたりするなどした。しかし、西尾はこれらの批判を官邸側の陰謀であるとみなし、あるブロガーを「官邸筋の人間」と一方的に攻撃するなどした。そのため、西尾のブログは炎上状態となり、閉鎖に追い込まれた。